# انتواع
الانتواع (بالإنجليزية: Speciation)‏ هو عملية تطورية تظهر بواسطتها أنواع جديدة من المخلوقات الحية. كان الأحيائيّ أوراتور فولر كوك [الإنجليزية] هو أول من ابتكر مصطلح "speciation" (الانتواع) للدلالة على تشعب السلالات أو "التفرع الحيوي [الإنجليزية]"، بخلاف المصطلح «النشوء المتجدد» أو «التطور السلالي» الذي يحدث ضمن السلالات. ويُعد تحديد ما إذا كان الانحراف الوراثي عاملًا قويًا أو ضعيفًا في تحريك الانتواع موضوعًا يحيطه الكثير من النقاش المتواصل.
وُضعت أربعة نماذج جغرافية للانتواع في الطبيعة، وهي مبنية على مدى انعزال التجمعات المنتوعة عن بعضها البعض، ألا وهي: الانتواع التبايني والانتواع الخارجي والانتواع المحاذي والانتواع المتماكن. يُمكن أيضًا أن يتحقق الانتواع اصطناعيًا، وذلك من خلال تربية الحيوان، الزراعة، أو التجارب المخبرية. وقد تم تناول أمثلة مُلاحظة على كل نوع من أنواع الانتواع المذكورة آنفًا.

## الانتواع الطبيعي
لقد حدثت كل آليات الانتواع الطبيعي خلال مسار التطور. لكن يبقى الجدال حول مدى أهمية كل من الآليات في تحريك التنوع الحيوي.
إنَّ واحدًا من الأمثلة على الانتواع الطبيعي هو شائك الظهر ذو الشوكات الثلاث، وهو سمك بحري مرَّ بالانتواع بعد العصر الجليدي الآخير وأصبح سمك مياه عذبة يعيش في نهيرات وبحيرات معزولة. وخلال ما يقدر بنحو عشرة آلاف جيل، كانت تُظهر شائكات الظهر اختلافات هيكلية تفوق الاختلافات الملاحظة بين أجناس الأسماك المختلفة. وتتضمن هذه الاختلافات: التنوعات في الزعانف، تغير عدد أو لون الصفائح العظمية [الإنجليزية]، مبانى الفك المختلفة، وتباين الألوان.

### معدل الانتواع
هناك جدال حول المعدل الذي تحدث به الانتواعات على مر الزمن الجيولوجي. فبينما يدعي بعض الأحيائيون التطوريون أنَّ أحداث الانتواع تبقى نسبيًا ثابتة على مر الزمن، هناك علماء إحاثيون، مثل نايلز إلدردج وستيفن جاي غولد، زعموا أنَّ الأنواع عادةً تبقى دون أن تتغير لفترات مديدة من الزمن، وإنَّ الانتواع يحدث فقط لفترات قصيرة نسبيًا. وجهة النظر هذه يطلق عليها التوازن المنقطع.

مقارنة آليات الانتواع: الانتواع التبايني، الخارجي، المحاذي، والتماثلي.

### الانتواع التبايني
في الانتواع التبايني (أو الألوباتري، بحيث في الإغريقية «ألو» تدل على الاختلاف، و«باتري» على الوطن) (بالإنجليزية: allopatric speciation)‏ ينقسم التجمع لتجمعين منعزلين جغرافيًا (وقد يحدث ذلك، على سبيل المثال، بفعل تجزؤ الموطن بسبب التغيرات الجغرافية كنشوء الجبال). ومن ثم يتباعد هذان التجمعان المنعزلان من حيث النمط الجيني و/أو الظاهري، وذلك يحدث من خلال: (أ) تعرضهما لضغوط اصطفائية مختلفة. (ب) مرورهما بالانحراف الجيني بشكل مستقل عن بعضهما البعض. (ت) حدوث طفرات مختلفة في كل من التجمعين. وعندما يتواصل التجمعان مجددًا فيما بعد، فإنهما يكونان منعزلين تكاثريا بسبب تطورهما وليس بمقدورهما تبادل الجينات بعد الآن.

#### أمثلة لوحظت
عندما يكون حجم التجمع صغيرًا [الإنجليزية] كما في الوراثيات الجزيرية، تميل تجميعات الجينات الصغيرة المنعزلة لأن تنتج سمات جديدة، وقد لوحظ حدوث ذلك في ظروف كثيرة، بما فيها قزامة جزيرية والتغيرات الجذرية التي تحدث في سلسلات جزر عديدة، مثل جزيرة كومودو. وجزر غالاباغوس هي مشهورة بالذات لتأثيرها الكبير على تشارلز داروين.فأثناء مكوثه خمسة أسابيع هناك في الرحلة الثانية لبيغل [الإنجليزية]، سمع بأنه يمكن التعرف على سلاحف غالاباغوس المختلفة حسب الجزيرة التي تعيش فيها، وقد لاحظ أنَّ الشرشوريات تتباين من جزيرة لأخرى. لكنه لم يفكر بأنَّ هذه الحقائق تُظهر أن الأنواع قابلة للتغير إلا بعد تسعة أشهر. وعندما عاد لإنجلترا، تعمقت نظريته عن التطور بعد أن أبلغه خبراء بأنَّ هذه كانت أنواع منفصلة، وليست مجرد أشكال مختلفة، وأنَّ طيور غالاباغوس المختلفة كانت أنواعًا متعددة من الشرشوريات. وفد أظهرت أبحاث حديثة أكثر أنَّ هذه الطيور، التي تعرف الآن بشراشير داروين، تعد مثالا كلاسيكيًا على التشعب التطوري التكيفي.

### الانتواع الخارجي
الانتواع الخارجي أو البيريباتري (بالإنجليزية: peripatric speciation)‏ («بيري» تدل على الخارج أو المحيط)، هو نوع من الانتواع التبايني. فيه تنشأ أنواع جديدة في تجمعات صغيرة خارجية ومنعزلة لدرجة تمنع أو تعيق تبادل الجينات مع التجمع الرئيسي الذي انعزلت عنه خارجًا. فتكون نطاقات هذه التجمعات قريبة لكنها لا تتداخل، والتجمع المنعزل يكون أصغر من التجمع الرئيسي. هذا الانتواع يمت بصلة مع مفهوم تأثير المؤسس، إذ غالبًا ما تكون التجمعات الصغيرة معرضة لظاهرة عنق الزجاجة. وكثيرًا ما يُقترح أن الإنحراف الجيني يلعب دورًا هاما في الانتواع الخارجي.

#### أمثلة لوحظت
- الطائر الأسترالي أبو الحناء الهادي [الإنجليزية].
- انتواع طيور الجزر في منطقة غينيا الجديدة التي درسها ماير [8]
- الإنعزال التكاثري الذي يحدث في تجمعات ذباب الندى حين تخضع لظاهرة عنق الزجاجة.

### الانتواع المحاذي
الانتواع المحاذي أو الباراباتري (بالإنجليزية: parapatric speciation)‏ («بَرا» تعني بالإغريقية بجانب أو بقرب)، فيه يكون الانعزال الجغرافي بين مناطق التجمعين المتباعدين جزئيا فقط. فهذه المناطق لا تتداخل بشكل كبير لكنها تكون متحاذية (قد تكون هناك منطقة اشتباك ضيقة). فبإمكان الأفراد من كل من التجمعين التلاقي من حين لآخر، ولكن الاصطفاء الطبيعي يحابي السلوكيات أو الآليات التي تمنع التزاوج بينها بسبب تضاؤل صلاحية التماثل الزيجوتي. بعبارة أخرى: العازل بين التجمعين هو تكاثري أكثر مما هو جغرافي. فالانتواع المحاذي يقوم على التغيرات المتواصلة التي تحدث في بيئة متواصلة يمثل مصدرا للضغط الاصطفائي ولا يقوم على تأثيرات انعزال المواطن الناتجة في الانتواعين التبايني والخارجي.
يشير علماء البيئة إلى الانتواع الخارجي والانتواع المحاذي من حيث المواقع البيئية. فالموقع البيئي يُعد ضرورة كي يكون النوع الجديد ناجحًا.

#### أمثلة لوحظت
- نوع حلقي
  - زمامج النورس تشكل نوعًا حلقيًا حول القطب الشمالي.
  - سمندلٍ إنستينا حول السنترال فالي في كاليفورنيا.
  - النقشارة المخضرة حول جبال الهيمالايا.
- العشب الربيعي يُعرف بأنه يمر بانتواع محاذي في حالات مثل التعرض لتلوث صادر عن المناجم.

### الانتواع التماثلي
الانتواع التماثلي أو السمبتري (بالإنجليزية: Sympatric speciation)‏ («سِم» تعني نفس، أو مثل) يشير إلى تشكل نوعين سليلين أو أكثر من نوع سلفي واحد دون وجود حواجز جغرافية بينهم، أي أنهم يحتلون نفس المكان الجغرافي. فالنطاقات تتداخل أو تكون متطابقة.
في هذا الانتواع، تتشعب الأنواع بينما تعيش في نفس المكان. من الأمثلة التي غالبًا ما يستشهد بها على ذلك هي عندما تتخذ الحشرات أنواعًا مختلفة من النباتات المضيفة بنفس المنطقة. فعندها الحشرات المتباينة من حيث المضيف الذي تعتمد عليه تصبح متخصصة أكثر وتتباعد أثناء محاولاتها للتغلب على الآليات الدفاعية للنباتات. إلا أنَّ حقيقة وجود الانتواع التماثلي كآلية للانتواع ما زالت تشهد جدالًا شديدًا. العملية هي ممكنة نظريًا، لكن مدى انتشارها في الطبيعة ما زال غير معروف. فهناك علماء زعموا أنَّ الأدلة على الانتواع السمبتري هي في الحقيقة أمثلة لانتواع تبايني على نطاق أصغر أو لنوع آخر من الانتواع يسمى الانتواع المغاير [الإنجليزية].
الانتواع التماثلي الذي تحركه العوامل البيئية قد يفسر التنوع الهائل الموجود لدى القشريات التي تعيش في أعماق بحيرة بايكال.

## الانتواع الصناعي
لقد تم إنتاج أنواع جديدة من المخلوقات الحية من خلال تربية الحيوانات الداجنة، لكن طرق إنشاء مثل هذه الأنواع وتواريخها لا تزال غير واضحة. فمثلًا تم انتواع الخراف الداجنة عن طريق التهجين، والآن لم تعد قادرة على إنتاج نسل خصب وقادر على النجاة عند تزاوجها مع الأروية، وهو أحد الأنواع التي انحدرت منها. ولكن من جهة أخرى يمكن أن تُعدّ الماشية الداجنة أنها تابعة لنفس الأنواع التي تنتمي إليها الأشكال المختلفة من الثيران [الإنجليزية]، الغاور، والقطاس، بما أنها تنتج نسلًا خصبًا عند التزاوج معهم.
أكثر الانتواعات الصناعية المخبرية الموثقة جرت في أواخر الثمانينيات. لقد قام وليام رايس وجورج سولت بتربية عددٍ من ذبابات الفاكهة، مستعملين متاهة بها ثلاثة مواطن مختلفة، وهي تتباين في أمور مثل الرطوبة والجفاف، والظلام والضوء. وكل جيل جديد كان يُوضع في هذه المتاهة. وبعد خروج مجموعات الذباب من المخارج الثمانية للمتاهة، كانا يضعان كل مجموعتين من الذباب معًا بمعزل عن البقية حتى تتزاوجا معًا. وبعد 35 جيل، انعزلت كل مجموعتان من بين المجموعات الستة عن البقية بسبب تفضيلهما لظروف مسكن مُحددة: فقد تزاوجوا فقط ضمن الأماكن التي يُفضلونها، ولذا فلم يَتزاوجوا مع الذباب الذي يُفضل أماكنًا أخرى. وتم وصف التواريخ لمثل هذه المحاولات في رايس وهوسترت (Rice and Hostert 1993) 
وتمكن ديان دود أيضًا من إظهار كيف يمكن أن يتطور انعزال تكاثري من جراء التفضيلات التزاوجية لذباب الفاكهة، وذلك بعد ثمانية أجيال فقط من فصل مجموعتين من حيث نوع الغذاء: النشا والملتوز.
كان من السهل على الآخرين تكرار تجربة دود وتطبيقها باستعمال أنواع مختلفة من الطعام وأنواع مختلفة من ذباب الفاكهة. وقد أظهر بحث عام 2005 أنَّ تطور الانعزال التكاثري السريع هذا قد يكون في الحقيقة أحد آثار الالتهاب الناجم عن البكتيريا الولبخية.

## وراثيات

### انتواع تهجيني
لمزيد من المعلومات، طالع انتواع تهجيني.
تهجين أفراد تابعين لنوعين مختلفين عادةً ينتج عنه أنماط ظاهرية جديدة ومتمايزة. وقد تكون هذه الأنماط الظاهرية ذات صلاحية أكبر من تلك لدى السلالة الأبوية، وبالتالي قد يحابي الاصطفاء الطبيعي هؤلاء الأفراد الهجناء. وفي نهاية المطاف، بحال تطور انعزال تكاثري، قد يؤدي الأمر لنشوء أنواع جديدة. إلا أنَّه يصعب تحقيق الانعزال التكاثري بين الهجناء ووالديهم، ولذلك يعد الانتواع التهجيني حدثًا نادرًا جدًا. البطة البرية المريانية [الإنجليزية] تعرف بأنها نشأت عن الانتواع التهجيني.

### انتواع الإنسان
هنالك تشابهات جينية بين الإنسان والشمبانزي وبين الإنسان والبونوبو، الأقارب الأقربين إلى الإنسان، الأمر الذي يشير إلى تشارك بالأسلاف. وتحليلات للإنحراف الجيني والتأشيب الجيني باستعمال نموذج ماركوف تدل على أنَّ الإنسان والشمبانزي قد انتوعا متباعدين قبل 4.1 مليون سنة.

## خلفية تاريخية
توجد مسألتان رئيسيتان فيما يتعلق بعلم أصل الأنواع: (1) ما هي الآليات التطورية للأنواع، و (2) ما الذي يفسر انفصال وخصوصية الأنواع في الكائنات الحية؟ تركزت الجهود المبذولة لفهم طبيعة الأنواع منذ زمن تشارلز داروين بشكل أساسي على البند الأول، ومن المتفق عليه الآن بشكل واسع أنَّ العامل الأساسي خلف وجود الأنواع الجديدة هو العزلة الإنجابية. ونركز بعد ذلك على البند الثاني لأصل الأنواع.

### معضلة داروين: لماذا توجد الأنواع؟
فسر داروين في كتاب أصل الأنواع (عام 1859) التطور البيولوجي من خلال الانتقاء الطبيعي، ولكنه وقع في حيرة بسبب تصنيف الكائنات الحية ضمن الأنواع. أشار داروين في الفصل السادس من كتابه الذي حمل عنوان (صعوبات النظرية) في مناقشة هذه الصعوبات إلى: «أولاً: إذا كانت الأنواع قد انحدرت من أنواع أخرى خلال مراحل دقيقة للغاية لماذا لا نرى أشكالًا انتقالية لا حصر لها في كل مكان؟ لماذا لا تكون الحياة الطبيعية مخلوطة كلها بدلاً من كونها محددة جيدا؟» يمكن الإشارة إلى هذه المعضلة على أنها غياب أو ندرة الأصناف الانتقالية.
ذكر معضلة أخرى تتعلق بالأولى وهي غياب أو ندرة الأصناف الانتقالية مع مرور الوقت. أشار داروين إلى أنه من خلال نظرية الانتقاء الطبيعي «لا بد من وجود أشكال انتقالية لا حصر لها»، وتساءل «لماذا لا نجدها متوفرة بأعداد لا حصر لها على الأرض». إنّ الأنواع المحددة بوضوح موجودة فعليًا في الطبيعة في المكان والزمان المناسبين لها، مما يدل على أن بعض الخصائص الأساسية للانتقاء الطبيعي تعمل على توليد وصيانة الأنواع.

### تأثير التكاثر الجنسي على تشكيل الأنواع
ذُكر أنّ حل معضلة داروين الأولى يكمن في حقيقة أن التكاثر الجنسي الهجين يملك تكلفة كبيرة للندرة. تنشأ تكلفة الندرة على النحو التالي: إذا تطور عدد كبير من الأنواع المنفصلة تبعًا لتدرج محدد من الموارد حيث يتكيف كل منها بشكل رائع مع نطاق ضيق من هذا التدرج، سيتكون كل نوع حكمًا من عدد قليل جدًا من الأفراد. قد يكون العثور على شريك في ظل هذه الظروف صعبًا جدًا عندما ينتمي العديد من الأفراد في البيئة المجاورة إلى أنواع أخرى. أما في حالة حدوث زيادة في عدد أفراد أي نوع عن طريق الصدفة (على حساب نوع آخر من الأنواع المجاورة لها في حال كون البيئة مشبعة) سيجعل ذلك من السهل على افراد هذا النوع العثور على شركاء للتزاوج. يواجه أعضاء الأنواع المجاورة التي ينقص عدد افرادها صعوبة أكبر في العثور على شريك للتزاوج، وبالتالي سيشكلون عدد اقل من الأزواج مقارنة بالأنواع الأكبر حجمًا. يملك ذلك تأثير كرة الثلج حيث تنمو الأنواع الكبيرة على حساب الأنواع الأصغر والأندر مما يدفعهم إلى الانقراض. ويبقى في النهاية عدد قليل من الأنواع المتباينة فيما بينها بشكل واضح. لا تتضمن تكلفة الندرة فقط الفشل في العثور على شريك للزواج بل أيضًا تكاليف غير مباشرة مثل تكلفة البحث عن شريك في مجموعات منخفضة العدد.
تسبب الندرة تكاليف أخرى. نادراً ما تكون الميزات النادرة وغير الاعتيادية مفيدة وتشير في معظم الحالات إلى طفرة غير صامتة، والتي غالبًا ستكون ضارة. لذلك يتعين على الكائنات التي تتكاثر جنسيًا تجنب التكاثر مع الافراد التي تملك ميزات نادرة أو غير عادية (الكينوفيليا). وبالتالي فإن المجموعات التي تتكاثر جنسيًا تتخلص بسرعة من المظاهر النادرة أو الغريبة، مما يؤدي إلى تثبيت شكلها الخارجي كما هو موضح في صورة طير الرفراف الأفريقي. حفز هذا التوحيد لجميع أفراد النوع البالغين على انتشار أدلة ميدانية تدل على أنواع الطيور والثدييات والزواحف والحشرات والعديد من الأصناف الأخرى التي يمكن وصفها كصنف واحد (أو صنفين في حالة الانواع ثنائية الشكل الجنسي). بمجرد أن يصبح أفراد النوع متشابهين في المظهر كما هو معروف بالنسبة لمعظم الأنواع (ويتضح ذلك في صورة طير الرفراف الأفريقي) سيتجنب أعضاؤه التزاوج مع أفراد من مجموعات أخرى تبدو مختلفة عنهم. وبالتالي فإن تجنب الشركاء الذين يظهرون الصفات الوراثية النادرة وغير الاعتيادية يؤدي حتمًا إلى العزلة الإنجابية، وهي أحد السمات المميزة للانتواع.
لا توجد نتائج أو كلفة للندرة في حالة تباين الكائنات الحية التي تتكاثر بشكل غير جنسي، وبالتالي هناك فوائد فقط للتكيف الدقيق. ولذلك تُظهر الكائنات المتكاثرة بالطرق غير الجنسية في كثير من الأحيان تباين في الشكل (غالبًا في اتجاهات مختلفة) التي توقع داروين أن ينتجها التطور، مما يجعل تصنيفها ضمن أنواع صعبًا للغاية.

## طرق الانتقاء

### التعزيز
التعزيز (يشار إليه أحيانًا باسم تأثير والاس) هو العملية التي يسبب من خلالها الانتقاء الطبيعي زيادة العزلة الإنجابية. قد تحدث بعد فصل مجموعتين من نفس النوع ثم عودتهم إلى الاتصال. إذا اكتملت عزلتهم الإنجابية سيكونون قد تطوروا إلى نوعين منفصلين غير متوافقين. أما إن لم تكتمل عزلتهم الانجابية بعد فإن التزاوج الإضافي بين السكان سيؤدي إلى إنتاج كائنات هجينة، والتي قد تملك أو لا تملك خصوبة. إذا كانت الكائنات الهجينة مصابة بالعقم أو خصبة ولكنها أقل صلاحية من أسلافها ستحدث المزيد من العزلة الإنجابية ويكون الانتواع قد حدث بالفعل (مثل الخيول والحمير).
السبب وراء ذلك هو أنه إذا كان كلى الوالدين من ذرية هجينة ولديهم بشكل طبيعي سمات مخصصة لبيئاتهم فإن النسل الهجين سوف يرث الصفات من كلى الأبوين، وبالتالي لن تتناسب مع بيئتهم الحالية ولا حتى مع بيئة الوالدين. قد يؤدي انخفاض مستوى صلاحية الكائنات الهجينة إلى تفضيل التزاوج المتلائق، والذي من شأنه أن يسيطر على التهجين. يُسمى ذلك أحيانًا تأثير والاس نسبة لعالم الأحياء التطوري ألفريد راسل والاس الذي اقترح في أواخر القرن التاسع عشر أنه قد يكون عاملاً مهمًا في حدوث الانتواع. وعلى العكس إذا كان النسل الهجين أكثر صلاحية من أسلافه سيندمج الافراد مرة أخرى في نفس النوع داخل المنطقة التي يعيشون بها.
إنَّ تعزيز العزلة الإنجابية أمر مطلوب في الانتواع التماثلي والخارجي. بدون التعزيز لن تتطور منطقة الاتصال الجغرافية بين الأشكال المختلفة من نفس النوع والتي تسمى (منطقة التهجين) لتشكل حدودًا بين الأنواع المختلفة. مناطق التهجين هي مناطق يلتقي فيها الأفراد المختلفون ويتكاثرون. تكون الذرية الهجينة شائعة جدًا في هذه المناطق التي يتم إنشاؤها عادة عن طريق تكاثر الأنواع المتباينة. دون عملية التعزيز سيملك النوعين توالد داخلي لا يمكن السيطرة عليه. وقد يحدث التعزيز في تجارب الانتقاء الاصطناعي.

### الانتقاء البيئي
الانتقاء البيئي هو «تفاعل الأفراد مع بيئتهم أثناء حصولهم على الموارد». يشارك الانتقاء الطبيعي في عملية التكاثر، حيث: «ضمن الانتواع البيئي: يواجه الأفراد في بيئات مختلفة أو الافراد الذين يتغذون على موارد مختلفة ضغوطًا انتقائية متباينة بشكل مباشر أو غير مباشر على الصفات التي تتعلق بتطوير العزلة الإنجابية». يوجد دليل على الدور الذي تلعبه البيئة في عملية الانتواع. تدعم الدراسات التي أجريت على مجموعات سمك (أبو شوكة) الانتواع المرتبط بالبيئة كناتج ثانوي، جنبًا إلى جنب مع العديد من الدراسات الخاصة بالانتواع المتوازي، حيث تتطور العزلة بين مجموعات مستقلة من الأنواع متكيفة مع بيئات مختلفة أكثر مما تتطور بين مجموعات مستقلة متكيفة مع بيئات متماثلة. توجد الكثير من الادلة على حدوث الانتواع البيئي «متراكمة من دراسات عن التكيف والعزلة الإنجابية».

### الانتقاء الجنسي
من المعروف على نطاق واسع أنّ الانتقاء الجنسي يمكن أن يؤدي إلى حدوث الانتواع في العديد من المستويات بغض النظر عن الانتقاء الطبيعي. ومع ذلك يميل مصطلح الانتواع في هذا السياق ليدل على معنيين مختلفين لا يناقض أحدهما الآخر. يشير المعنى الأول والأكثر استخدامًا إلى (ولادة) الأنواع الجديدة. ويعني ذلك تقسيم الأنواع الموجودة إلى نوعين منفصلين، أو إنشاء نوع جديد من الأنواع الأساسية، وذلك بسبب «بدعة الموضة البيولوجية» (أي تفضيل لميزة لا تملك أي صفات تكيفية في نوع جنسي واحد أو في النوعين). يشير مصطلح الانتواع في المعنى الثاني إلى الميل الكبير للمخلوقات المتكاثرة جنسيًا للاجتماع ضمن أنواع محددة بوضوح، [54] [19] بدلاً من تشكيل سلسلة متصلة من الأنماط الظاهرية في الزمان والمكان، والتي ستكون نتيجة أكثر وضوحًا ومنطقية للانتقاء الطبيعي. أدرك داروين هذا الأمر بالفعل واعتبره مشكلة، وأدرجه في كتابه أصل الأنواع (عام 1859) تحت عنوان «صعوبات النظرية». توجد العديد من الاقتراحات حول كيف يشكل اختيار الشريك دورًا مهمًا في حل معضلة داروين.

## المعدلات
يحدث تدرج تطور السلالات في الاعلى من خلال تغير بطيء نسبيًا على مر الزمن الجيولوجي. يتكون التوازن النقطي في الأسفل من استقرار التشكيل والندرة، يعتبر عملية سريعة نسبياً من التغير التطوري.
حدثت نقاشات كبيرة حول معدل حدوث عملية الانتواع على مر الزمن الجيولوجي. في حين يدعي بعض علماء الأحياء التطورية أنّ عمليات الانتواع بقيت ثابتة ومتدرجة نسبيًا مع مرور الوقت (تعرف باسم تدرج تطور السلالات)، قال بعض علماء الحفريات (علماء الأحياء القديمة) مثل نايلز إلدردج وستيفن جاي غولد أنّ الأنواع تبقى عادة دون تغيير لفترة طويلة من الزمن، ولا يحدث هذا الانتواع إلا ضمن فترات زمنية قصيرة نسبيًا، وهي طريقة تعرف باسم التوازن النقطي. (انظر الرسم البياني).